# Scaptotrigona subobscuripennis
Scaptotrigona subobscuripennis är en biart som först beskrevs av Schwarz 1951.  Scaptotrigona subobscuripennis ingår i släktet Scaptotrigona och familjen långtungebin. Inga underarter finns listade i Catalogue of Life.